# 733 Mocia
733 Mocia
733 Mocia là một tiểu hành tinh ở vành đai chính, thuộc nhóm tiểu hành tinh Cybele. Nó được Max Wolf phát hiện ngày 16.9.1912 ở Heidelberg, và được đặt theo tên Werner "Mok" Wolf, con trai của Max Wolf
Có thể nó đã một lần che khuất 1 ngôi sao, được Oscar Canales Moreno quan sát thấy ngày 1.10.2001.